# Mothocya longicopa
Mothocya longicopa är en kräftdjursart som beskrevs av Bruce1986. Mothocya longicopa ingår i släktet Mothocya och familjen Cymothoidae. Inga underarter finns listade i Catalogue of Life.